# Église grecque-catholique de Bocșa
L'église grecque-catholique de Bocșa est un édifice de Bocșa, Transylvanie construit entre 1937 et 1943. Le tombeau de Simion Bărnuțiu est situé dans l'église et c'est un monument historique de la Roumanie. 
L'évêque gréco-catholique Iuliu Hossu a consacré l'église le 8 septembre 1937. Au financement de la construction de l'église ont contribué les fidèles, en particulier l'homme d'affaires et maire Vasile Popițiu. Popițiu a été le principal contributeur financier de ce projet. L'homme d'affaires Nicolae Hendea a construit une croix devant l'église. Confisquée par les autorités communistes en 1948, l’église grecque-catholique de Bocșa a été restituée seulement en 2010.

## Galerie photo

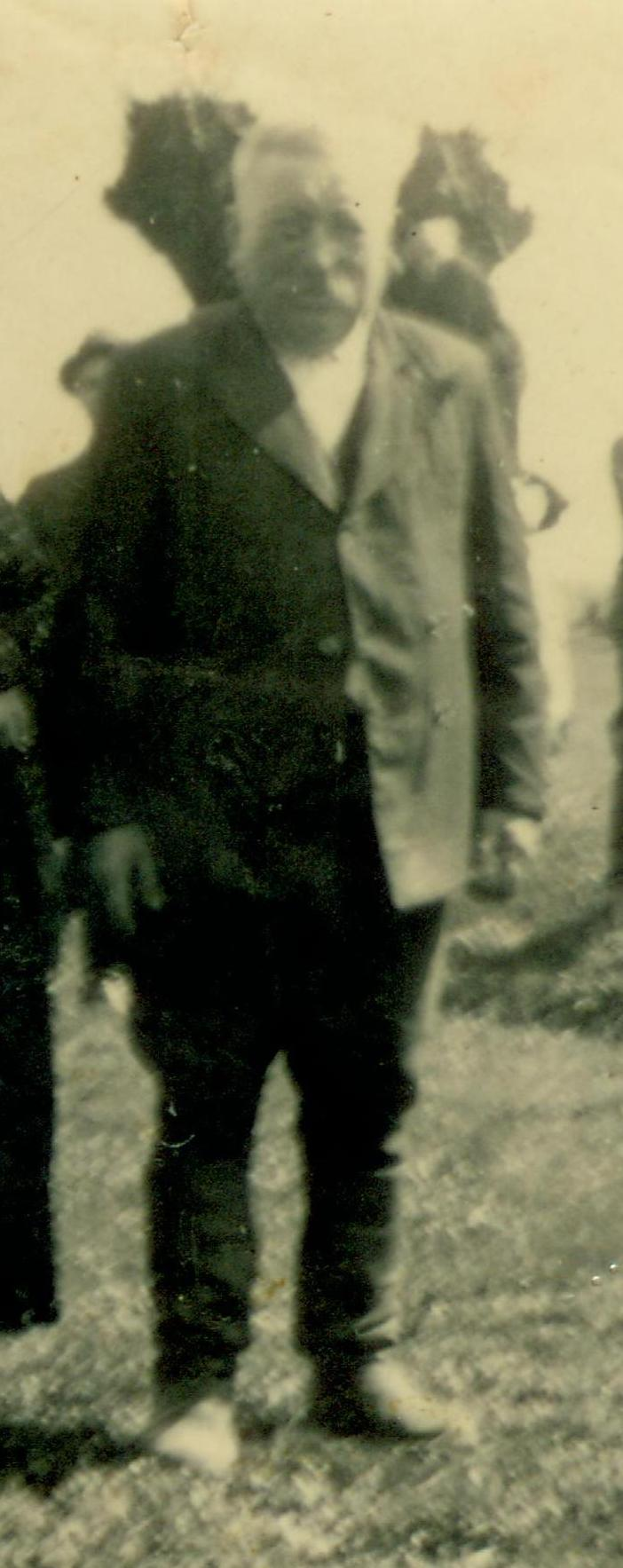
Vasile Popițiu (1872-1946) a été le principal contributeur financier de ce projet .
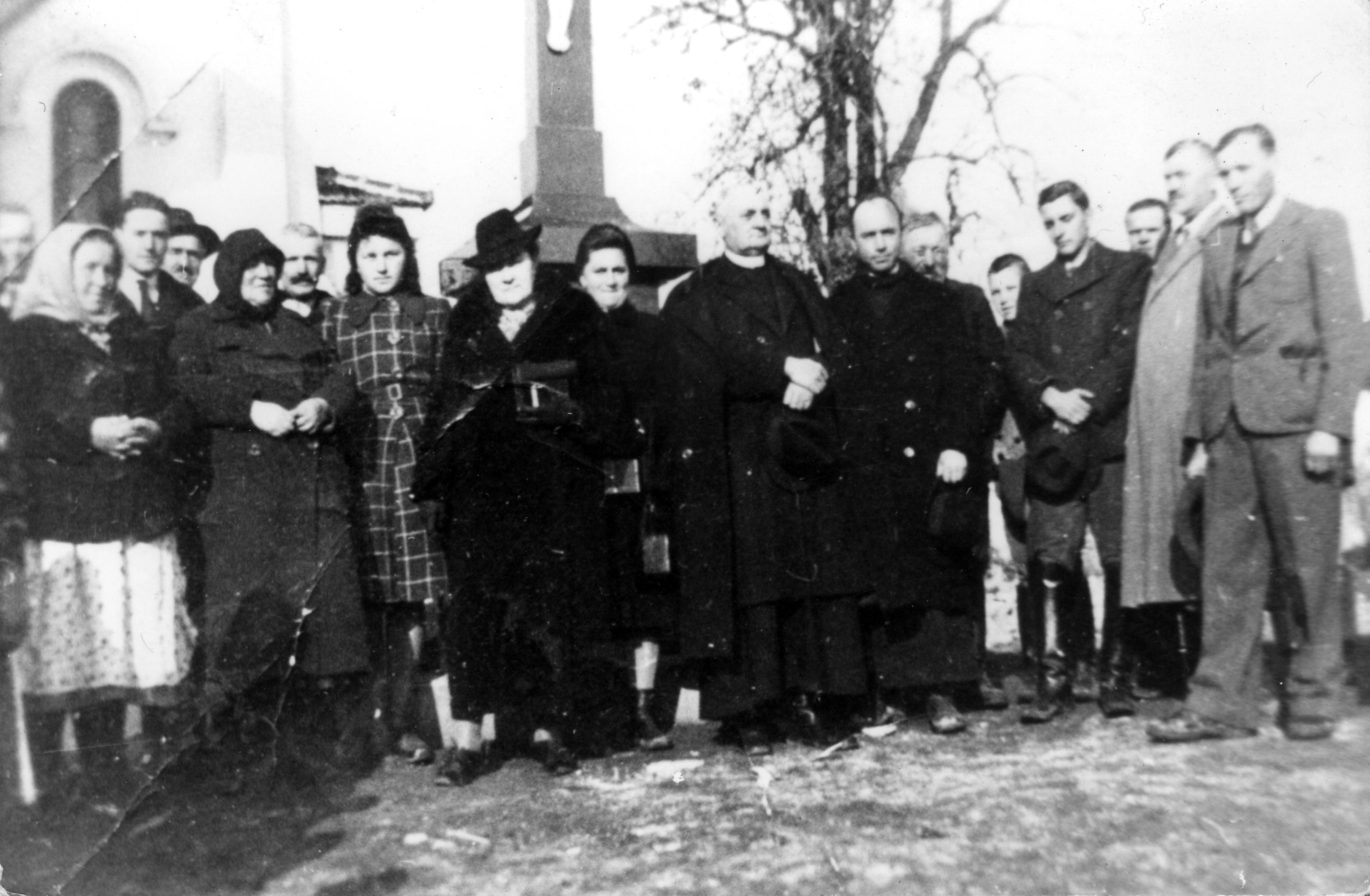
Devant l'église, Simion Barbolovici, Iuliu Hossu, Vasile Popițiu.